# Sierra de los Brazos

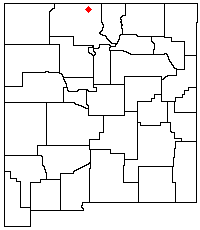
Ubicación de la sierra de los Brazos en Nuevo México

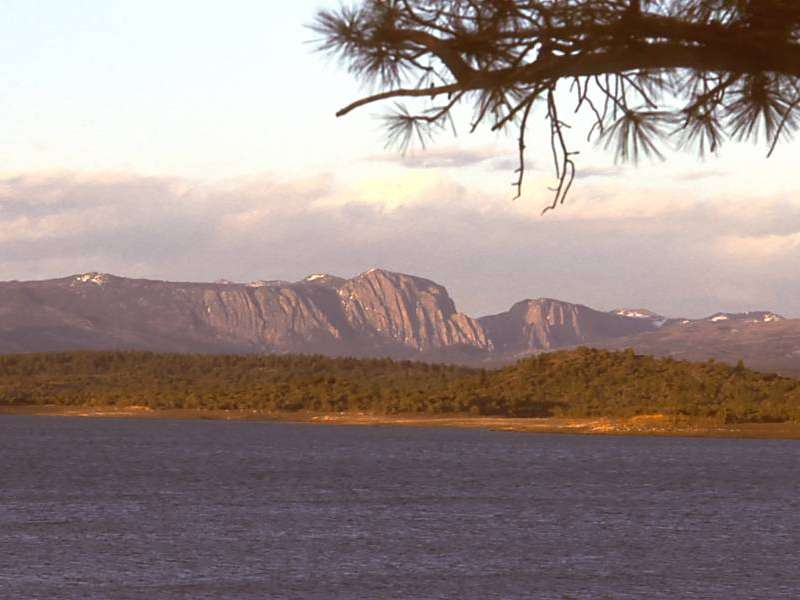
Los acantilados de los Brazos desde el este al atardecer desde el lago Heron.

La sierra de los Brazos es una sierra del condado de Río Arriba en el norte de Nuevo México en el suroeste de los Estados Unidos de América. La cresta del cordal montañoso se dirige desde la frontera de Colorado por unos 20 millas (32 km) en dirección sursureste. el punto más elevado de la sierra es la mesa Grouse con 11 405 pies (3476 m), a 3 km al sureste se encuentra el pico Brazos con sus 3440 m.
La sierra se ubica principalmente en la tierra de concesión de Tierra Amarilla; el bosque Nacional de Carson se encuentra al este y sur. Forma parte distintiva de la panorámica desde el oeste, incluyendo el lago Heron.  La ruta nacional 64 atraviesa el límite sur de la sierra por un puerto de montaña a 3194 m. 